# هارون كومري
هارون كومري (بالإنجليزية: Aaron Comrie) هو لاعب كرة قدم بريطاني في مركز ظهير ‏، ولد في 3 فبراير 1997. لعب مع سانت جونستون.